# Laguindingan
Laguindingan è una municipalità di quinta classe delle Filippine, situata nella Provincia di Misamis Oriental, nella Regione del Mindanao Settentrionale.
Laguindingan è formata da 11 baranggay:
- Aromahon
- Gasi
- Kibaghot
- Lapad
- Liberty
- Mauswagon
- Moog
- Poblacion
- Sambulawan
- Sinai
- Tubajon